# ديفيد بيلينغتون (لاعب كريكت)
ديفيد بيلينغتون (6 ديسمبر 1965 في المملكة المتحدة - ) (بالإنجليزية: David Billington)‏ هو لاعب كريكت بريطاني. لعب مع نادي مقاطعة ليسترشاير للكريكت ‏.

## وصلات خارجية
- ديفيد بيلينغتون على موقع إي آس بي آن كريك إنفو (الإنجليزية)